# Sellamynodon zimborensis
Il sellaminodonte (Sellamynodon zimborensis) è un mammifero perissodattilo estinto, appartenente agli aminodontidi. Visse tra l'Eocene superiore e l'Oligocene inferiore (circa 37 - 30 milioni di anni fa) e i suoi resti fossili sono stati ritrovati in Romania.

## Descrizione
Questo animale doveva assomigliare a un piccolo rinoceronte o a un piccolo ippopotamo dalle zampe relativamente lunghe. Rispetto agli altri animali simili (gli aminodontidi), Sellamynodon era dotato di alcune caratteristiche uniche: la cresta nucale, ad esempio, era estremamente sviluppata, e le arcate zigomatiche erano molto alte. La caratteristica più insolita di Sellamynodon era però data dalla forma del profilo del cranio, decisamente concavo e a forma di sella (da qui il nome Sellamynodon); era inoltre assente la cresta sagittale e non era nemmeno presente il solco mandibolare, tipico di altri aminodontidi. Sellamynodon si distingueva da altri aminodonti basali come Amynodon e Sharamynodon anche per l'assenza del secondo premolare inferiore. Il ramo mandibolare, infine, era inclinato in avanti.

## Classificazione
I primi fossili di questo animale vennero scoperti nella zona di Dobârca (contea di Sibiu) in Romania, in terreni databili all'Eocene superiore o all'Oligocene inferiore, e vennero inizialmente attribuiti nel 1989 da Codrea e Suraru al genere Cadurcodon, seppur con qualche incertezza ("Cadurcodon" zimborensis). Successivamente venne scoperto un cranio dalle insolite caratteristiche, appartenente con tutta probabilità al medesimo individuo studiato nel 1989, e uno studio del 2018 istituì per questi fossili il genere Sellamynodon. 
Sellamynodon è un rappresentante degli aminodontidi, un gruppo di mammiferi perissodattili imparentati con i rinoceronti ma privi di corna e dalla corporatura vagamente simile a quella degli ippopotami. In particolare, sembra che Sellamynodon fosse più derivato rispetto a forme ancestrali come Amynodon, e che fosse vicino all'origine di forme derivate quali Metamynodon.